# Pruitt-Igoe

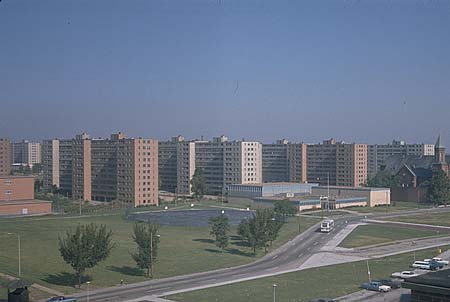
Das Pruitt-Igoe-Wohngebiet in St. Louis umfasste rund 2800 Sozialwohnungen. Es bestand von den 1950er Jahren bis zum Abriss 1972.

Pruitt-Igoe war ein gescheitertes Projekt des sozialen Wohnungsbaus in St. Louis im US-Bundesstaat Missouri, das von 1955 bis Mitte der 1970er Jahre existierte. Die Anlage mit ihren rund 2800 Wohnungen am Rande der Innenstadt war im Zuge einer breit angelegten Flächensanierung errichtet worden und sollte die Wohnsituation ärmerer Familien aus der Umgebung verbessern. Anfänglich als „zukunftsweisendes Projekt der Stadterneuerung und Armutsbekämpfung“ gefeiert, sank die Belegungsquote innerhalb weniger Jahre rapide ab. Der großflächige Leerstand wirkte als Nährboden für Vandalismus und machte den Unterhalt der Gebäude unmöglich, was schließlich zum medial viel beachteten Abriss der Siedlung führte.
Pruitt-Igoe wird in den USA häufig als Beispiel für Fehlschläge im sozialen Wohnungsbau und in der Stadterneuerung verwendet. Die meisten Kommentare hierzu fallen „tendenziös, zugespitzt und politisch“ aus und machen Planungsfehler, Baumängel und ein unattraktives Wohnumfeld für das Scheitern verantwortlich.

## Geschichte
Seit 1947 plante die Stadtverwaltung von St. Louis den Neubau des heruntergekommenen Wohnviertels DeSoto-Carr im Rahmen einer Flächensanierung. Zunächst lehnte es die Bevölkerung in einer Volksabstimmung ab, dafür öffentliche Gelder auszugeben. Durch den National Housing Act of 1949 standen dann jedoch Gelder der US-Regierung für derartige Projekte zur Verfügung. Die Mitsprache der Bundesregierung brachte es allerdings mit sich, dass aus Kostengründen die Siedlungsdichte mehrfach erhöht wurde. Die Großwohnsiedlung wurde ab 1951 schließlich von dem Architekten Minoru Yamasaki geplant, dem Architekten des World Trade Centers und des Flughafens St. Louis. Benannt wurde sie nach dem afroamerikanischen Kampfpiloten des Zweiten Weltkriegs Wendell O. Pruitt und dem weißen William L. Igoe, einem ehemaligen Kongressabgeordneten. Der Komplex sollte in zwei Abteilungen gegliedert werden, nämlich Pruitt für afroamerikanische und Igoe für weiße Einwohner. Der Schiedsspruch des obersten Gerichtshofes im Fall Brown v. Board of Education erklärte jedoch 1954, also noch in der Bauphase, die Rassentrennungspolitik für illegal. Daher wurde bei der Erstbeziehung im selben Jahr ein integrativer Siedlungsansatz verfolgt – es zeigte sich jedoch, dass binnen zwei Jahren die weißen Einwohner aus Pruitt-Igoe wegzogen.

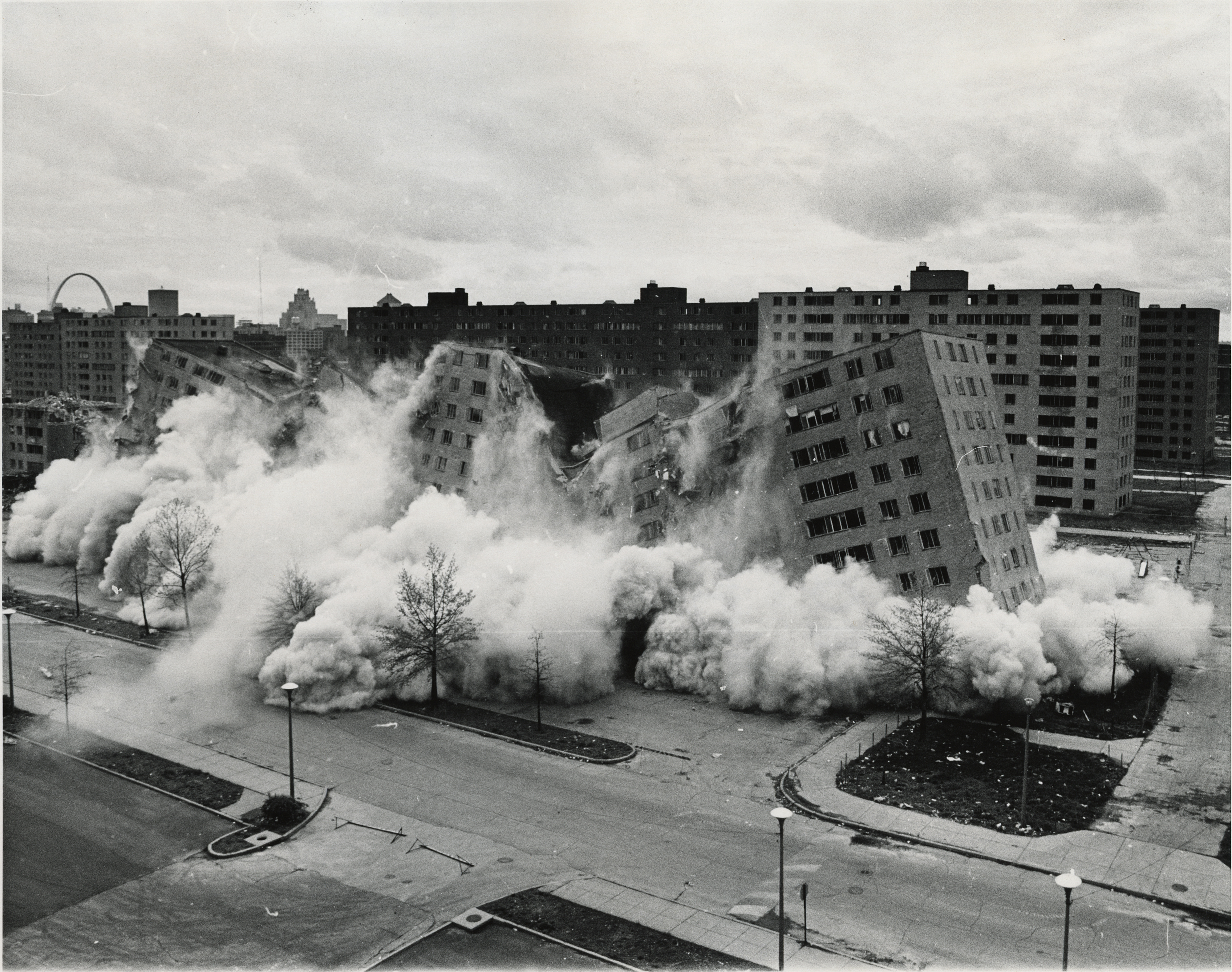
Abriss eines Gebäudes des Pruitt-Igoe-Wohngebietes; der Abriss wurde im Fernsehen übertragen.

Die Großwohnsiedlung bestand aus 33 elfstöckigen Bauten auf einem 23 Hektar großen Areal am Nordrand von St. Louis. Begrenzt wurde das Areal im Norden von der Cass Avenue, im Westen von der North Jefferson Avenue, im Süden von der Carr Street und im Osten von der North 20th Street. Insgesamt umfasste die Siedlung 2870 Wohnungen, die in fünf Jahren errichtet wurden. Innerhalb weniger Jahre nach der Errichtung fiel das Gebiet zunehmend Vandalismus zum Opfer, was heute vielfach als Beleg für die Broken-Windows-Theorie herangezogen wird. Große Teile von Pruitt-Igoe blieben unbewohnt, und nach mehreren erfolglosen Versuchen der Stadt, die Siedlung zu verbessern, wurde letztlich der Abriss beschlossen, der am 16. März 1972 begann.

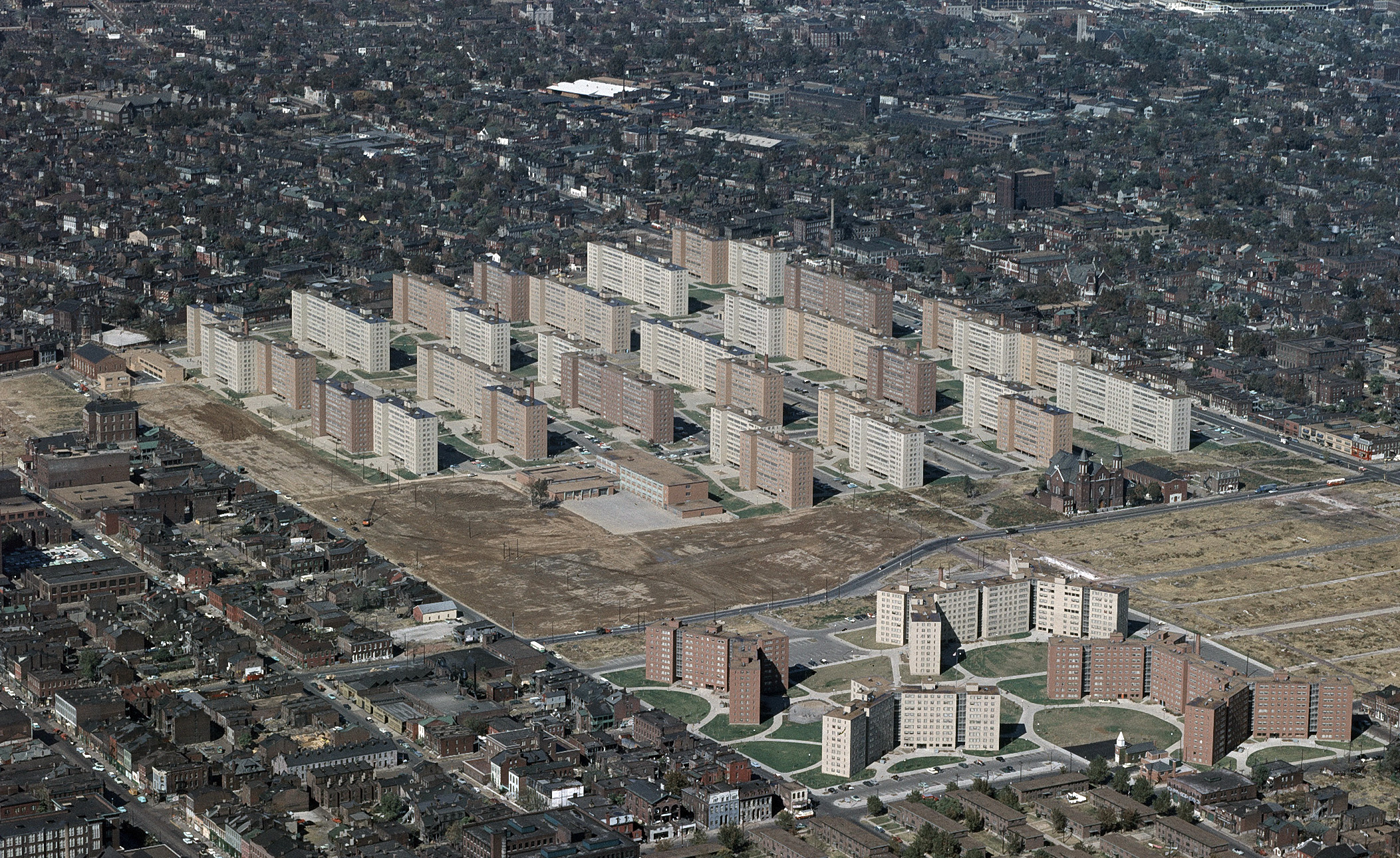
Grundriss der Großwohnsiedlung inmitten weitläufiger kleinerer Siedlungen

Die Kritik richtet sich darauf, dass die Übernahme des Siedlungsschemas aus New York City schon allein wegen der großen sozialen und ökonomischen Unterschiede nicht funktionieren konnte. Dem Architekten Yamasaki wurde beispielsweise vorgeworfen, Spielplätze erst aufgrund von Bürgerinitiativen der Einwohner errichtet zu haben; auch grundlegende soziale Infrastruktur soll erst von den Bürgern selbst geschaffen oder angeregt worden sein. Ein weiteres herausstechendes Beispiel für die nicht an den Bedürfnissen der Bewohner ausgerichteten Planungen waren die Fahrstühle: sie hielten nur in jedem dritten Stockwerk, um die Bewohner zu zwingen, sich in den Treppenhäusern zu begegnen und nachbarschaftliche Beziehungen zu pflegen.
Heute befindet sich auf dem Gelände die Gateway-Realschule, die eine wichtige Rolle bei der Wissenschaftsförderung im Bereich der öffentlichen Schulen von St. Louis spielt.

## Kontroverse um das Projekt
Die Gründe für das Scheitern von Pruitt-Igoe werden kontrovers diskutiert, denn ähnliche Wohnungsbauprojekte in anderen Städten waren erfolgreich. In der Diskussion spielen oft auch ethnische und soziokulturelle Vormeinungen eine Rolle, wobei unklar ist, ob die Argumente auf die besondere Stadtkultur von St. Louis und deren politisches Umfeld passen. Eine Studie der Harvard-Universität zum öffentlichen Wohnungsbau ist speziell auf Pruitt-Igoe eingegangen.
Während der Präsidentschaft Richard Nixons wurden die Verhältnisse politisch instrumentalisiert und als Beleg dafür genommen, dass eine Einflussnahme der Regierung auf die Stadterneuerung grundlegend schädlich sei – letztlich erleichterte es Kürzungen von Programmen zur dann nur noch behaupteten Gleichstellung sozialer Schichten. Dem Abriss von Pruitt-Igoe wurde in den US-amerikanischen Medien besondere Aufmerksamkeit zuteil, und er ist heute als Anti-Schablone Teil der Populärkultur. Der postmoderne Architekt Charles Jencks merkte 1977 an, dass der Abriss jenen Tag markiere, an dem die Nachkriegs-Moderne ende. Umfassendes Filmmaterial vom Abriss wurde im Film Koyaanisqatsi von Godfrey Reggio verarbeitet. Ein wesentlicher Faktor für das Scheitern des Projektes dürfte auch gewesen sein, dass die Bevölkerungszahl von St. Louis zwischen 1950 und 1970 um mehrere hunderttausend Personen zurückging.

## Bilder

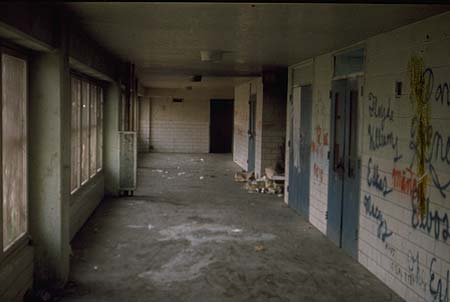
Verschmutzte und vandalisierte Gemeinschaftsanlagen der aufgegebenen Wohnsiedlung
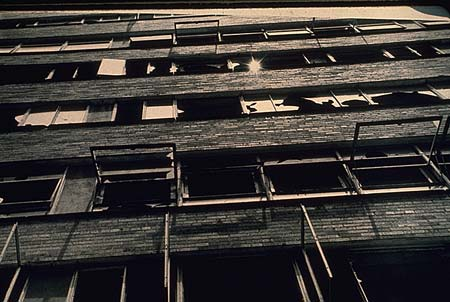
Zerstörte Fenster in Pruitt-Igoe nach der Aufgabe
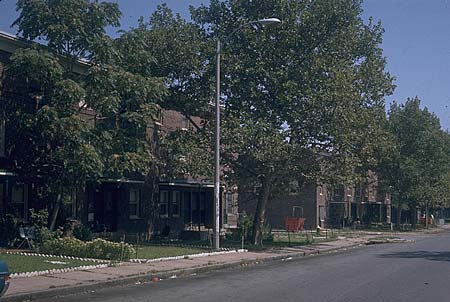
Carr Square, unmittelbare Nachbarschaft von Pruitt-Igoe
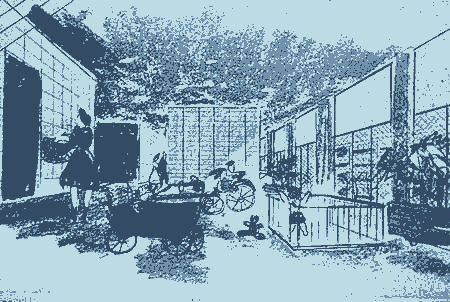
Konzeptzeichnung von Gemeinschaftsanlagen des Wohnkomplexes